# 贝尔格莱德 (明尼苏达州)
贝尔格莱德（英語：Belgrade）是一个美國城市，位於明尼苏达州斯县。根據2010年的人口普查，當地人口為 740人 。

## 地理
根据美国人口普查局，该城市的总面积為1.22平方英里（3.16平方）。